# LAF ジャパン
株式会社LAF　ジャパンは、福岡県北九州市に本社を置くマグネシウム合金メーカー。上海軽合金精密成型国家工程研究中心有限公司（SHANGHAI LIGHT ALLOY NET FORMING NATIONAL ENGINEERING RESEARCH CENTER CO.,LTD)の窓口企業として日本に設立された法人。 上海交通大学が開発したマグネシウムの新合金の普及を図る。